# Gunnar Jarring
Gunnar Valfrid Jarring (12 octobre 1907 – 29 mai 2002), est un diplomate suédois et turcologue émérite.

## Biographie
Jarring est né à Höganäs dans la province de Malmö, en Suède. Il devient docteur en philologie de l'université de Lund en 1933 grâce à son essai Studien zu einer osttürkischen Lautlehre supervisé par son célèbre directeur de thèse, Gösta Raquette.
Après sa carrière universitaire, il est nommé attaché culturel à l'ambassade suédoise d'Ankara en 1940, puis à Téhéran, Bagdad, et Addis-Abeba. Il devient ambassadeur en Inde, l'année de son indépendance en 1948 jusqu'en 1951. Suivent d'autres missions diplomatiques au Sri Lanka (1950–1951) et au Pakistan (1951–1952). Il représente la Suède aux Nations unies et obtient pour son pays un siège au Conseil de sécurité des Nations unies de 1957 à 1958. En tant que président du Conseil de sécurité, il séjourne en mars et avril 1957 en Inde pour tenter de régler la crise du Cachemire.
Il redevient ambassadeur, d'abord aux États-Unis de 1958 à 1964, puis en URSS de 1964 à 1973.
Après la guerre des Six Jours de 1967 et l'adoption de la résolution 242 par les Nations unies, Jarring est nommé le 23 novembre 1967 par le secrétaire général U Thant, représentant spécial pour la paix au Proche-Orient,, la fameuse mission Jarring qui se termina à la guerre du Kippour en 1973. Il est l'un des rares diplomates à avoir laissé son nom à une résolution du Conseil de sécurité des Nations unies, la résolution 331.
Gunnar Jarring continua tout au long de sa vie à publier ses travaux sur le Turkestan.